# Николај Басков
Николај Викторович Басков (рус. Никола́й Ви́кторович Ба́сков, Москва, 15. октобар 1976) руски је поп и оперски певач, композитор, ТВ водитељ, филмски глумац, наставник, професор Одсека за музичке и сценске уметности државног  Московског педагошког универзитета ; магистар уметности Републике Молдавије (2007) , народни уметник Руске Федерације (2009), народни уметник Републике Башкортостан (2022).

## Биографија
Са 5 година Николај је почео да савладава музику, његова мајка је помогла да научи музичке ноте код куће. Почео је да се школује и у Немачкој.
После Немачке се са родитељима вратио у Балашиху, где је ишао у музичку школу у Кизилу (Тива). Године 1989. завршио је музичку школу на Новосибирском конзерваторијуму са златном медаљом.
Са 12 година, у Националној опери у Паризу, играо је улогу трећег дечака у Моцартовој опери Чаробна фрула. Од 1989. до 1992. наступао је на сцени Дечјег музичког позоришта младог глумца под управом редитеља А. Л. Фјодоров, са којим је ишао на турнеју по САД, Израелу, Швајцарској, Француској.
Од 1994. похађао је приватне часове вокала код заслужне уметнице Русије Шехове Лилијане Сергејевне. Године 1996. уписао се на Руску музичку академију Гњесин у класи камерног и оперског певања (класа проф. В. Левка и В. Шчербакова) 1996. године.

### Каријера
Године 1997. постао је лауреат првог сверуског такмичења младих извођача руске романсе „Романсеада“.
Од 1998. године је солиста Новосибирског позоришта опере и балета. Исте године освојио је прву награду на Сверуском такмичењу младих оперских певача. Године 1999. постао је приправник у Бољшој театру и добио је понуду да изведе улогу Ленског у опери Петра Чајковског Евгениј Оњегин. Дана 19. јуна 1999. године одиграо се његов први наступ.
Након одласка из Великог позоришта у 2004. години, закључио је уговор са Нижњегородским државним академским позориштем опере и балета по имену А. С. Пушкина.
Дана 12. маја 2009. године, указом председника Русије Дмитрија Медведева, Николају Башкову је додељено звање Народног уметника Руске Федерације.
Од 2011. до 2016. био је професор на катедри за вокал Московског државног универзитета за хуманистичке науке по имену М. А. Шолохова. Од 2016. године ради на Институту уметности Московског државног педагошког универзитета.
Дана 17. септембра 2020. наступио је у Минску на концерту , а такође је учествовао у споту подршке Александру Лукашенку.
Николај Башков је 2022. године изразио подршку руским трупама током инвазије на Украјину коју је назвао мировном операцијом, због чега је уврштен на списак особа чији је улазак у Летонију непожељан. У марту 2022. године наступио је на Лужњикију на митингу-концерту у част годишњице присаједињења Крима Руској Федерацији под називом „ За свет без нацизма!“ За Русију! За председника“.

### Лични живот
Бивша супруга му се зове Светлана Борисовна Шпигељ (рођена 12. новембра 1981), она је ћерка продуцента Баскова Бориса Шпигеља. Има сина Бронислава Шпигеља (рођен 24. априла 2006), али га не виђа, јер син оцем сматра другог Светланиног мужа Вјачеслава Соболова.

## Награде и почасна звања
- 6. септембра 2001. - Заслужни уметник Руске Федерације - за заслуге у области уметности [18]
- 30. август 2004. – Почасна диплома Републике Киргиске – за заслуге у развоју киргишко-руске сарадње у области културе и уметности [19]
- 29. октобра 2004. – Народни уметник Украјине – за значајан лични допринос развоју културних односа Украјине и Русије, високо извођачко умеће [20][21]
- 6. јула 2005. - Народни уметник Чеченске Републике - за изузетан допринос развоју културе и уметности, високопрофесионалне вештине које су добиле јавно признање [22]
- 10. априла 2006. – Орден Франциска Скорине (Белорусија) – за велики лични допринос развоју белоруско-руских културних веза, јачању пријатељства и сарадње између народа Белорусије и Русије [23][24]
- 9. децембра 2006. – Медаља Ордена заслуга за отаџбину 2. степена – за заслуге у области културе и уметности, дугогодишњи плодоносан рад [25]
- 27. април 2007. - магистар уметности Молдавије (молд. Maestru în Artă) - у знак признања за посебне заслуге у развоју и промоцији музичке уметности, за изузетан успех у стваралачкој делатности и високо извођачко умеће [26]
- 7. маја 2009. - Народни уметник Руске Федерације - за велике заслуге у области музичке уметности [27]
- 20. априла 2012. – Међународни јавни ред „Златни соко“ – за племенитост мисли и дела [28] .
- 10. септембар 2017. – Орден пријатељства – за велики допринос развоју националне културе и уметности, медија, вишегодишњу плодну делатност [29]
- 9. маја 2022. – Народни уметник Републике Башкортостан (9. маја 2022) – за велики допринос развоју културе и уметности, вишегодишњу стваралачку делатност [30]